# Lončenina dogu
Lončenina dogu (土偶, "glinena figura") so človeku podobne in živalske figure, narejene v poznem obdobju Džomon med let 14.000-400 pr. n. št. na starodavnem Japonskem.A V sledečem obdobju Jajoj se dogu več ne izdeluje. Slog je odvisen od časa in kraja najdišča. Po navedbah Narodnega muzeja japonske zgodovine je najdenih predmetov okoli 15.000. Izdelovali so jih povsod na Japonskem, razen na Okinavi. Večina najdb je iz vzhodne Japonske, na zahodu so redke. Namen dogu je neznan in ga ne smemo zamenjati z keramika haniva, pogrebnimi predmeti iz obdobja Kofun (250-538).
Vsakdanjim keramičnim predmetom iz istega obdobja pravimo Džomonsko lončarstvo.

## Značilnosti
Nekateri strokovnjaki teoretizirajo, da so delovale kot upodobitve ljudi, ki manifestirajo nekakšno simpatično čarovnijo. Kot primer naj bi dogu lahko prevzele bolezni, potem pa so jih uničili, s čimer so se bolezni ozdravile, nesreča pa izginila.
Dogu so narejene iz gline, visoke so 10-30 centimetrov. Večina figur je ženstvenih, z velikimi očmi, ozkim pasom in širokimi boki. Mnogi mislijo, da predstavljajo boginje. Velik trebuh je povezan z nosečnostjo, zato so jih takratni ljudje verjetno smatrali za boginje matere. Glede na Metropolitanski muzej umetnosti so figure povezane z rodovitnostjo/plodnostjo in šamanističnimi obredi. Dogu imajo velike obrate, male roke in dlani ter kompaktna telesa. Nekatere imajo morda naočnike ali pa obraze v obliki srca. Večinoma imajo označene obrate, prsa in ramena, kar nakazuje tetovaže in možnost vrezovanja z bambusum.

## Vrstedogu
- oblika srca ali polmeseca
- oblika rogate sove[9]
- oblika naočnikov oz. izbuljenih oči - Šakoki-dogu
- oblika nosečnice[10]

### Šakoki-dogu
Šakoki-dogu (遮光器土偶, dogu z naočniki) so nastale v obdobju Džomon in so skoraj sinonim za vso lončenino dogu. Šakoki pomeni naprava za blokiranje svetlobe, saj spominjajo oči na tradicionalna inuitska očala, ki ščitijo pred snegom. Značilna je tudi pretirano velika ženstvena zadnjica, prsi in stegna. Trebuh je pokrit z vzorci, naslikanimi s cinoberjem. Večje figure so votle, da bi preprečili pokanje med žganjem.
Cele figure so redke, večini manjka roka, noga ali drug del telesa, saj so bili odrezani, morda med rituali za plodnost.

## Psevdoarheologija
Zaradi skrivnostne narave figur so se pojavile mnoge neznanstvene teorije glede izgleda, ki spominjajo na astronavtsko opravo, oči pa nakazujejo na bitja onkraj zemlje, t.i. ancient aliens. Zlasti en zagovornik, Erich von Däniken, je zapisal, kako ima dogū (v besedilu imenovan »japonski kip Tokomaija«) »...sodobne zaponke in odprtine za oči na čeladi«, kar je pripisano kot del zadnjega poglavja njegove publikacije iz leta 1968 Chariots of the Gods? kljub pomanjkanju kakršnih koli dokazov za trditev.
Obstajajo tudi razlike v različicah dogūja, saj ima le del figur značilne oči, podobne očalom, ki jih najpogosteje navajajo teoretiki starodavnih nezemljanov.

## V popularni kulturi
Dogū so stalnica japonske pop kulture, v državi so na voljo številne igrače, ki temeljijo na njih, pa tudi upodobitve v mangah, animejih, video igrah in televizijskih serijah v živo. Pomembni primeri so Baltoy, Claydol, Elgyem in Beheeyem iz franšize Pokémon, Šakkoumon iz franšize Digimon in Arahabaki iz franšize Megami Tensei. Tokusacu The Ancient Dogoo Girl ima več glavnih značilnosti, ki temeljijo na dogūju.